# Thecocoelurus
Thecocoelurus byl rod dravého nebo všežravého teropodního dinosaura, který žil na území dnešní Velké Británie (ostrov Isle of Wight) v období spodní křídy. Mohl dosahovat délky až kolem 7 metrů.

## Historie
Fosilie tohoto dinosaura byly objeveny již v 19. století a roku 1888 popsány Harrym G. Seeleym jako Thecospondylus. V roce 1923 však německý paleontolog Friedrich von Huene stanovil pro materiál samostatný rodový název Thecocoelurus. Dlouho bylo známo jen tolik, že fragmenty pocházejí z nějakého neidentifikovatelného teropoda. V roce 2001 přišel Darren Naish a jeho kolegové s myšlenkou, že by mohlo jít o zástupce skupiny Oviraptorosauria. O tři roky později se však objevil také názor, že jde o zástupce bizarních terizinosauroidů, přesné zařazení tohoto rodu tedy dosud není známé.